# Schweinekopf (Lied)
Schweinekopf ist ein Lied des deutschen Sängers, Komponisten und Produzenten Stephan Remmler aus dem Jahr 1996. Es war die erste Singleauskopplung aus seinem sechsten Soloalbum Amnesia.

## Hintergrund
Auf dem Album Amnesia veröffentlichte Stephan Remmler ausschließlich Lieder, die sich mit Alltagssituationen und Liebesbeziehungen beschäftigen. Das Lied Schweinekopf sticht inhaltlich deutlich aus dem Album hervor, denn es beschreibt Kinderprostitution in der so genannten Dritten Welt aus Sicht eines Mädchens, das der Prostitution nachgeht. Das Mädchen verspottet darin ihren Freier – den „Schweinekopf“ – und verlangt für ihre Sexarbeit mehr Geld von ihm.
Remmler verfasste den Text ungewöhnlich explizit. So heißt es beispielsweise in einer Strophe: „Wenn du meine kleinen Titten hältst, will ich was von deinem Schweinegeld.“ Die Textvariante erschien nur auf dem Album Amnesia. Auf der Single von Schweinekopf wurden diese und andere Zeilen entschärft. Dort lautet beispielsweise die genannte Zeile: „Wenn du mich in deinen Armen hältst, will ich was von deinem Schweinegeld.“
Die Musik zu Schweinekopf haben Stephan Remmler und Markus Löhr gemeinsam geschrieben, die auch beide die Aufnahme produzierten. Der Text stammt von Stephan Remmler allein.
Remmler stieß mit dem Lied in der Öffentlichkeit auf Unverständnis. Zum einen hieß es, das Lied aus der Sicht des Mädchens zu singen, sei unglaubwürdig. Zum anderen wurde das Lied kurze Zeit nach Bekanntwerden der Taten des Kinderschänders Marc Dutroux veröffentlicht und damit in Verbindung gebracht. Man warf Remmler vor, Dutroux‘ Taten zu verharmlosen. In einem Interview verteidigte sich Remmler dazu wie folgt:

„Ich hab schon ’95 dieses Stück über die Kinderprostitution in der Dritten Welt gemacht, und wir sind hier jetzt von den Ereignissen eingeholt wurden, dass es eben nicht mehr nur dort ist, sondern auch hier bei uns in der Nachbarschaft. Das hat leider eine große Aktualität bekommen.“

## Veröffentlichung
Das Lied erschien am 14. Oktober 1996 auf Remmlers sechstem Soloalbum Amnesia. Bereits im September 1996 wurde das Lied Schweinekopf vorab als Maxi-CD veröffentlicht. Darauf sind sowohl die Single- als auch die Album-Version des Liedes zu hören sowie eine alternative Fassung des Liedes Ich will in dein Haus.
Zu Schweinekopf wurde ein Musikvideo gedreht. Dieses zeigt ein kleines Mädchen in einem Zimmer mit einem übergewichtigen Freier, der nur eine Unterhose (sowie in einigen Szenen eine Schweinemaske) trägt, während draußen die Freunde des Mädchens spielen. Ihre Freunde entdecken das Mädchen in dem Zimmer, überwältigen den Freier und übergeben ihn der Polizei. Im Anschluss spielt das Mädchen ausgelassen gemeinsam mit ihren Freunden.
Das Musikvideo wurde von den Musiksendern überhaupt nicht ausgestrahlt, und das Lied selbst wurde im Radio genau zwölf Mal gespielt. Dementsprechend platzierte sich Schweinekopf nicht in den deutschen Musikcharts.